# Publizistik (Zeitschrift)
Publizistik ist eine deutschsprachige kommunikationswissenschaftliche Fachzeitschrift. Sie wurde 1956 gegründet und erscheint viermal jährlich im Verlag Springer VS, Wiesbaden.

## Aufbau und thematische Schwerpunkte
Die Zeitschrift enthält in der Regel vier größere Aufsätze (Forschungsberichte), dazu Personalien (Laudationes bei Geburtstagen von Fachvertretern, Berufungen, Habilitationen sowie Nachrufe) und Buchbesprechungen. Gelegentlich ist dem Heft eine Kolumne oder ein Gastessay vorangestellt. Ein Schwerpunkt der Aufsätze liegt auf der Präsentation empirischer Forschungsergebnisse, zum Beispiel zu Medieninhalten, Mediennutzung und Medienwirkung. Auch Studien zur politischen Kommunikation und Medienpolitik,  Journalismus- und Kommunikatorforschung sowie Fachgeschichte und -entwicklung sind traditionelle Gegenstände. In jüngerer Zeit enthält die „Publizistik“ verstärkt Aufsätze zu Netzwerk- und Onlinemedien. Beiträge zur Mediengeschichte prägen die Zeitschrift nicht mehr so stark wie in den frühen Jahrgängen.

## Herausgeber und Redaktion
Anders als viele wissenschaftlichen Zeitschriften ist die „Publizistik“ kein Organ einer wissenschaftlichen Gesellschaft, sondern wird von einem Herausgebergremium verantwortet. Zu diesen Herausgebern zählten seit der ersten Ausgabe im Jahr 1956 prominente Namen wie Emil Dovifat, Walter Hagemann, Wilmont Haacke, Franz Ronneberger, Ulrich Saxer, Wolfgang R. Langenbucher, Klaus Schönbach oder Arnulf Kutsch. Im Jahr 2016 bilden Klaus Beck (Berlin), Christiane Eilders (Düsseldorf), Christina Holtz-Bacha (Nürnberg) und Carsten Wünsch (Bamberg) den Herausgeberkreis. Seit 2018 ist Ines Engelmann sowie seit 2020 Christian Pentzold mit dabei. Die Redaktion des Heftes lag von 2003 bis 2023 bei Gunter Reus (Hannover); eine eigene Redaktion für Buchbesprechungen bilden Klaus Arnold und Michael Harnischmacher (Trier). Jahrzehntelange Vorgänger waren auch Walter J. Schütz und Günter Kieslich.

## Autoren
In den sechs Jahrzehnten ihres Bestehens konnte die „Publizistik“ praktisch alle namhaften Vertreter der Publizistik- und Kommunikationswissenschaft in Deutschland, Österreich und der deutschsprachigen Schweiz zu ihren Autoren zählen. Die Zeitschrift richtet sich als Publikationsort aber ebenso an Nachwuchswissenschaftler.

## Reviewverfahren
Die Redaktion leitet alle eingereichten Manuskripte an die Herausgeber sowie an zwei externe Gutachter weiter. Für die Autoren bleiben die Urheber der jeweiligen Gutachten und für die Gutachter die Autoren stets anonym (double-blind peer review). Herausgebergutachten und die beiden von außen eingeholten Stellungnahmen bilden die Grundlage für Annahme oder Ablehnung der Texte, wobei den externen Gutachten mehr Gewicht zukommt. Kriterien zur Begutachtung sind theoretische Fundierung, Relevanz der Fragestellung, Methode sowie Präsentation und Sprache.

## Indizes
In folgenden Organen werden die Abstracts der Zeitschrift publiziert bzw. ist die „Publizistik“ indexiert: SCOPUS, Google Scholar, EBSCO, Academic OneFile, Gale, International Bibliography of Book Reviews (IBR), International Bibliography of Periodical Literature (IBZ), International Bibliography of the Social Sciences (IBSS), OCLC, RILM Abstracts of Music Literature, SCImago, SOLIS, SPOLIT, Summon by ProQuest.